# منتخب رومانيا تحت 21 سنة لكرة القدم
منتخب رومانيا تحت 21 سنة لكرة القدم هو الممثل الرسمي لـ رومانيا في بطولات كرة القدم تحت 21 سنة. يشارك الفريق في بطولة أوروبا تحت 21 لكرة القدم التي تقام كل عامين.